# Eugenia blanda
Eugenia blanda är en myrtenväxtart som beskrevs av Marcos Sobral. Eugenia blanda ingår i släktet Eugenia och familjen myrtenväxter. Inga underarter finns listade i Catalogue of Life.